# Agenția Națională Anti-Doping
Agenția Națională Anti-Doping (ANAD) este o instituție publică, cu personalitate juridică, cu autonomie decizională în activitatea anti-doping, aflată în subordinea Guvernului României.
Este coordonată de către Primul-Ministru și este finanțată din venituri proprii și subvenții acordate de la bugetul de stat, prin bugetul Secretariatului General al Guvernului.
Agenția a fost înființată în anul 2005.
Laboratorul de Control Doping a fost înființat în anul 1994 și până în 2005 a funcționat în cadrul Institutului Național de Cercetare pentru Sport.